# Manaquí militar
El manaquí militar (Ilicura militaris) és una espècie d'au passeriforme pertanyent a la família Pipridae. És l'única espècie del gènere monotípic Ilicura Reichenbach, 1850. És endèmica de la Mata Atlàntica del sud-est del Brasil.

## Distribució i hàbitat
Es troba al sud-est del Brasil, al sud de Bahia, i des del sud de Mines Gerais i Espírito Sant cap al sud i l'oest de Paraná i nord-est de Santa Catarina.
Pot ser localment prou comú al sotabosc de selves humides del peu de muntanya entre els 600 i 1.200 m d'altitud més cap al nord i fins al nivell del mar cap al sud.

## Descripció
La femella fa 11 cm i el mascle 12,5 cm de longitud. El mascle és negre per dalt, amb el front, el baix dors i el carpó rojos i les plomes de vol, oliva; la cara és grisa i blanc brut per baix. Les plomes centrals de la cua són més llargues. La femella és oliva intens per damunt, cara i gola grisenques; blanca per baix, la cua és menys allargada i en forma de tascó. Ull ataronjat.

## Comportament
En general és vist sol; sembla més propens a seguir esbarts mixts que altres membres de la seua família, en subcopes de boscos secundaris alts o en boscos primaris.

### Alimentació
Consumeixen fruita i també petits insectes que capturen en vols curts.

### Reproducció
Fan ritus nupcials: els mascles canten encimbellats dalt del seu territori i realitzen exhibicions en branques horitzontals fixes, volant al llarg d'aquestes i executant giragonses ací i enllà. Construeixen un niu semblant al d'altres espècies de la seua família: en forma de tassa on diposita de dos a tres ous.

### Vocalització
El cant característic i freqüent, és una sèrie simple i descendent de tres a cinc notes agudes: «fififi...»; durant l'exhibició, el mascle n'emet una versió més perllongada.

## Sistemàtica

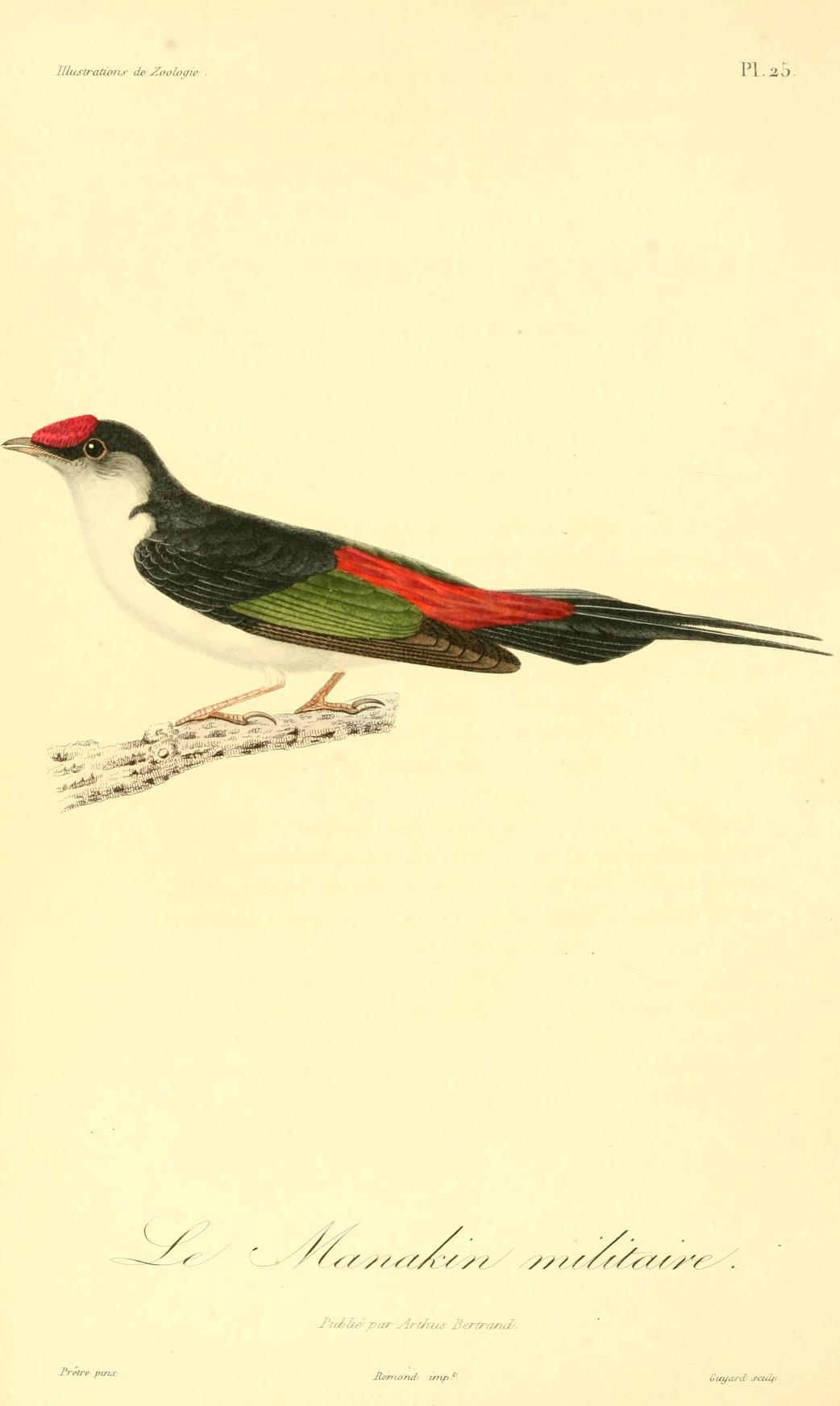
Ilicura militaris, il·lustració de Lesson, 1831

### Descripció original
L'espècie I. militaris fou descrita per primera vegada per l'ornitòleg britànic George Shaw al 1809 amb el nom científic Pipra militaris; localitat tipus: «Amèrica del Sud = veïnatge de Rio de Janeiro, Brasil». Alguns, com BirdLife International, en citen Frederick Polydore Nodder com a coautor.
El gènere Ilicura, el descrigué l'ornitòleg alemany Heinrich Gottlieb Ludwig Reichenbach el 1850.

### Etimologia
El nom genèric femení «Ilicura» prové del grec «hilēkō»: 'ser graciós', i «oura»: 'cua'; en referència a la forma graciosa de la cua; i el nom de l'espècie, «militaris», prové del llatí: 'militar, marcial'; en referència als colors del plomatge.

### Taxonomia
És monotípica. Aparentment ha hibridat amb Chiroxiphia caudata.
Els estudis de filogènia molecular de Tello et al. (2009) i McKay et al. (2010) provaren l'existència de dos clades ben diferenciats dins de la família Pipridae: un d'anomenat de subfamília Neopelminae, que agrupa els manaquins més pareguts a tirànids dels gèneres Neopelma i Tyranneutes; i els restants gèneres anomenats "manaquins pròpiament dits", incloent aquest Ilicura, en un clade monofilètic Piprinae Rafinesque, 1815. Això ha estat plenament confirmat pels amplis estudis de filogènia molecular dels passeriformes, realitzats per Ohlson et al. (2013). El Comité de Classificació de Sud-amèrica (SACC) adopta aquesta última divisió i seqüència linear dels gèneres, a partir de l'aprovació de la proposta núm. 591. La classificació Clements Checklist v.2017, el Congrés Ornitològic Internacional (IOC), i el Comité Brasiler de Registres Ornitològics (CBRO) adopten integralment aquesta seqüència i divisió (el CBRO la divideix en tres subfamílies, seguint Tello et al. (2009), i col·loca aquest manaquí en una subfamília Ilicurinae PRUM 1992).